# Carbonara al Ticino
Carbonara al Ticino – miejscowość i gmina we Włoszech, w regionie Lombardia, w prowincji Pawia.
Według danych na rok 2004 gminę zamieszkiwały 1272 osoby, 90,9 os./km².